# Giancarlo De Carlo
Giancarlo De Carlo (ur. 12 grudnia 1919 w Genui, zm. 4 czerwca 2005 w Mediolanie) – włoski architekt, zaliczany do najwybitniejszych przedstawicieli powojennego włoskiego modernizmu.

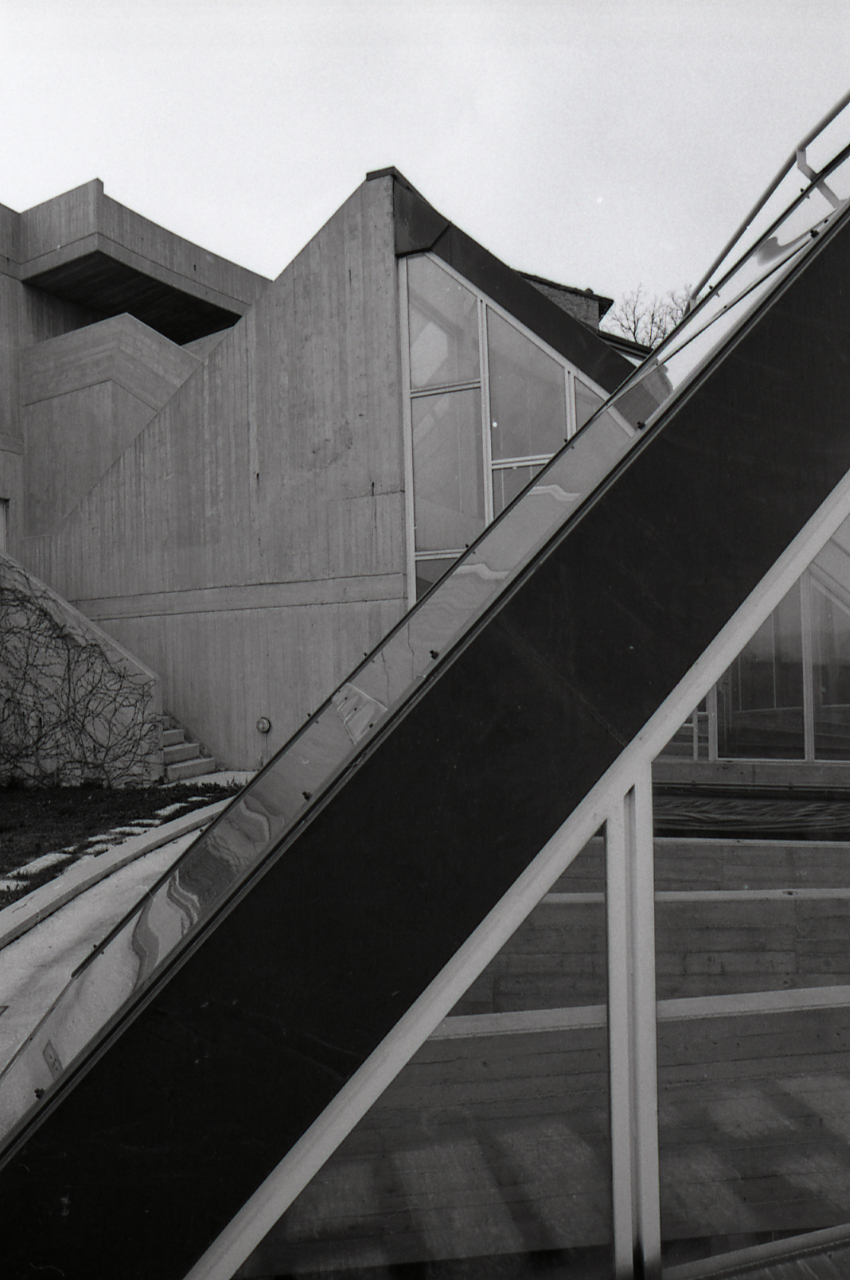
Wydział Edukacji, Urbino. (fot. Paolo Monti, 1982).

## Życiorys
De Carlo studiował w latach 1942-1949 architekturę na Università Iuav w Wenecji i na Politechnice w Mediolanie. Od 1950 prowadził w Mediolanie własną pracownię architektoniczną. Był członkiem CIAMu i Team Ten. Międzynarodową sławę zdobył dzięki projektowi osiedla studenckiego i kampusu uniwersyteckiego w Urbino. Twórczość De Carlo utrzymana była w formach brutalizmu, wpisując modernistyczne idee w kontekst schyłku XX wieku.
Od lat 50. De Carlo był profesorem Uniwersytetu w Wenecji, działał również w sferze polityki (miał poglądy socjalistyczne) i jako wydawca czasopisma „Spazio e Società”. Brał udział w międzynarodowych przedsięwzięciach International Laboratory of Architecture and Urban Design i International Academy of Architects w Sofii.

## Główne dzieła
- osiedle studenckie w Urbino, 1962-1966
- budynki kampusu uniwersyteckiego w Urbino, do 1983
- osiedle Matteotti w Terni, 1970-1975
- osiedle Matterbo w Wenecji, 1979-1986